# با بیتلز
با بیتلز (به انگلیسی: With The Beatles) نام دومین آلبوم استودیویی گروه راک انگلیسی، بیتلز است که در سال ۱۹۶۳ منتشر شد. این آلبوم چهار ماه پس از آلبوم نخست گروه، یعنی لطفاً مرا خشنود کن منتشر شد. کپیتال رکوردز سه روز بعد از انتشار این آلبوم در انگلستان، آن را با نام بیتل‌مانیا! با بیتلز در کانادا نیز منتشر کرد.
 مجله رولینگ استون در لیست ۵۰۰ آلبوم برتر تمام دوران که در سال ۲۰۰۳ ارائه داد، جایگاه ۴۲۰ را به این آلبوم اختصاص داد.

## فهرست آهنگ‌ها
| بخش یک | بخش یک                                               | بخش یک           | بخش یک |
| شماره  | نام                                                  | خواننده اصلی     | مدت    |
| ------ | ---------------------------------------------------- | ---------------- | ------ |
| ۱.     | «طولی نخواهد کشید»                                   | لنون             | ۲:۱۳   |
| ۲.     | «تمام آن چه باید انجام دهم»                          | لنون             | ۲:۰۳   |
| ۳.     | «تمام عشق من»                                        | مک کارتنی        | ۲:۰۸   |
| ۴.     | «اذیتم نکن» (هریسون)                                 | هریسون           | ۲:۲۸   |
| ۵.     | «کودک کوچک»                                          | لنون و مک کارتنی | ۱:۴۶   |
| ۶.     | «تا وقتی تو آنجا بودی» (ویلسون)                      | مک کارتنی        | ۲:۱۴   |
| ۷.     | «لطفاً آقای پستچی» (دابینز، گارت، هلند، بیتمن، گورمن) | لنون             | ۲:۳۴   |

| بخش دو | بخش دو                                            | بخش دو           | بخش دو |
| شماره  | نام                                               | خواننده اصلی     | مدت    |
| ------ | ------------------------------------------------- | ---------------- | ------ |
| ۱.     | «غلبه بر بتهوون» (چاک بری)                        | هریسون           | ۲:۴۵   |
| ۲.     | «مرا تنگ نگه دار»                                 | مک کارتنی        | ۲:۳۲   |
| ۳.     | «تو بر من نفوذ داری» (اسموکی رابینسون)            | لنون و مک کارتنی | ۳:۰۱   |
| ۴.     | «می خواهم مرد تو باشم»                            | رینگو استار      | ۲:۰۰   |
| ۵.     | «شیطان در قلب او» (دراپکین)                       | هریسون           | ۲:۲۶   |
| ۶.     | «بار دومی نه»                                     | لنون             | ۲:۰۷   |
| ۷.     | «پول (تمام چیزی است که می‌خواهم)» (گوردی، بردفورد) | لنون             | ۲:۵۰   |